# أموك
شركة الإسكندرية للزيوت المعدنية أو أموك هي إحدى شركات قطاع البترول المصري. والتي تأسست وفقا لأحكام قانون ضمانات وحوافز الإستثمار رقم 8 لسنة 1997, وتهدف الشركة إلى تغطية طلب السوق المحلية من المنتجات البترولية وتصدير الفائض إلى الدول المجاورة .

## المساهمون
يساهم في رأسمال الشركة كل من:-
- الإسكندرية للبترول : 20%
- مجموعة شركات بترولية : 3.6%
- مصر للبترول : 3.6%
- مصر للتأمين : 9.7%
- صندوق التأمينات الإجتماعية للعاملين بالقطاع الحكومي : 5%
- صندوق التأمينات الإجتماعية للعاملين بالقطاعين العام والخاص : 5%
- الأهلي كابيتال القابضة : 18.8%
- مصر للإستثمارات المالية : 14.3%
- أسهم عامة : 20%

## رؤساء الشركة
- ماجد الكردى
- عمرو لطفي.
- إيهاب عبد الحليم
- محمد شتا
- محمد عبادي.[1]
- عمرو مصطفى (أبريل 2016 - يناير 2019).[2]
- فتحي عيد
- محمد نجم
- زين سيف اليماني
- عبد الرازق الكلبشاوي
- مجدي عبد المنعم.[3]
- محمود نظيم
- محمد عبد الله
- سيد الخراشى